# Mumbi Maina
Mumbi Maina (nacida el 14 de enero de 1985) es una actriz keniana conocida por su participación en la telenovela Malí y su personaje de "Zakia" en la serie de Netflix Sense8. 

## Carrera
Maina debutó en el mundo del entretenimiento en 2008 cuando protagonizó la película Unseen, Unsung, Unforgotten como Riziki. Apareció junto a Benta Ochieng 'y Nice Githinji. La historia se centró principalmente en el VIH/sida. En 2011, fue elegida como una de las protagonistas de la telenovela de Kenia Malí. En noviembre de 2011, compartió créditos con Rita Dominic y Robert Burale en la película Shattered. A principios de 2015, protagonizó la serie de televisión How to Find a Husband. Interpretó a Jackie, amiga de Abigail y Carol. Trabajó junto a Lizz Njagah y Sarah Hassan.

## Filmografía
| Año     | Proyecto                    | Rol        | Tipo                    |
| ------- | --------------------------- | ---------- | ----------------------- |
| 2008    | Unseen, Unsung, Unforgotten | Riziki     | Película                |
| 2011–15 | Mali                        | Nandi      | Reparto                 |
| 2011    | Shattered                   | Mumbi      | Película                |
| 2014    | Jane & Abel                 | Cecelia    | Protagonista            |
| 2015    | How to Find a Husband       | Jackie     | Protagonista            |
| 2016    | Kati Kati                   | Jojo       | Película                |
| 2016    | News just in                | Ella misma | invitada                |
| 2017    | Sense8                      | Zakia      | Recurrente; 6 episodios |
| 2021    | La Femme Anjola             |            |                         |